# Anastoechus sibiricus
Anastoechus sibiricus är en tvåvingeart som beskrevs av Becker 1916. Anastoechus sibiricus ingår i släktet Anastoechus och familjen svävflugor. Inga underarter finns listade i Catalogue of Life.